# Augusto Vera
Pour les articles homonymes, voir Vera.
Augusto Vera (parfois francisé en Auguste Véra) (né à Amelia le 4 mai 1813, mort à Naples le 13 juillet 1885 ) est un philosophe et homme politique italien du XIXe siècle.
Il est un représentant du premier hégélianisme européen. Il fait connaître en France la philosophie de Hegel par son action pédagogique et traduit pour la première fois en français le système du philosophe allemand.

## Biographie
Augusto Vera étudie à Rome, puis à l'université de la Sorbonne, à Paris. 
Il s'occupe d'abord de fouilles dans la Sabine, puis il est recommandé à Victor Cousin et s'occupe de philosophie.
Il soutient sa thèse à la Faculté des lettres de Paris en 1845 avec un mémoire sur Platon, Aristote et Hegel et un mémoire sur le Problème de la certitude.
C'est par l'intermédiaire de Victor Cousin que Vera a pris connaissance de la philosophie de Hegel et qu'il a entrepris de la traduire. 
Après avoir enseigné pendant quelques années à Genève, Vera est professeur de philosophie dans différents lycées de France, en particulier au Lycée Victor-Duruy de Mont-de-Marsan. Il est également professeur à Strasbourg et à Paris. 
Vera est lié à Adolphe Thiers, Étienne Vacherot, Jules Simon et Victor Cousin. 
Après le coup d'État de Louis-Napoléon Bonaparte, en 1851, il quitte la France et passe neuf années en Grande-Bretagne, où il entreprend de traduire et de commenter en français la philosophie de Hegel.
Vera traduit successivement les trois parties de l'Encyclopédie des sciences philosophiques : la Logique (1859), la Philosophie de la Nature (1863-1866) puis la Philosophie de l'esprit (1867-1868), après quoi il traduit également la Philosophie de la religion (1878).
En 1860, Vera retourne en Italie et enseigne la philosophie à l'université de Milan. 
En 1862, Francesco De Sanctis lui donne une chaire de professeur à l'université de Naples, une position qu'il conserve jusqu'à sa mort en 1885.

## Philosophie
Vera s'impose en Italie comme le chef de l'hégélianisme. Il interprèterait l'Idée logique de Hegel comme le Dieu de la tradition catholique à la manière des "Hégéliens de droite" en Allemagne. Certains disent que cette interprétation trouve peu de reconnaissance dans le monde philosophique italien. D'autres, au contraire, disent que l'idéalisme de Vera serait devenu la philosophie dominante en Italie ; il aurait influencé Benedetto Croce et Gentile.
En France, l'Introduction à la philosophie de Hegel de Véra a influencé, en particulier, Gustave Flaubert dans Bouvard et Pécuchet

#### Thèse latine
- Platonis, Aristotelis et Hegelii : de medio termino doctrina / quaestio philosophica - Parisiis - 1845

#### Œuvres en français
- Problème de la certitude / thèse présentée à la Faculté des Lettres par A. Vera - Paris - 1845
- Introduction a la philosophie de Hegel / Paris Londres - 1855
- L'hégélianisme et la philosophie / Paris - 1861
- Mélanges philosophiques / Paris - 1862
- Essais de philosophie hégélienne : La peine de mort. Amour et philosophie. Introduction à la philosophie de l'histoire, Paris, Éd. Germer Baillière, coll. «Bibliothèque de philosophie contemporaine» - 1864
- Introduction a la philosophie de Hegel / Paris - 1864
- Cavour et l'Église libre dans l'État libre / Naples Paris - 1874

#### Traductions
- Hegel - Logique de Hegel /  Paris - 1859
- Hegel - Philosophie de la nature de Hegel / Paris - 1863-1866
- Hegel - Philosophie de l'esprit de Hegel / Paris 1869
- Strauss, David Friedrich - L'ancienne et la nouvelle foi / Naples - 1873
- Hegel - Philosophie de la religion de Hegel / Paris - 1876-1878

#### Œuvres en italien
- Amore e filosofia : orazione inaugurale detta dal professore Augusto Vera nel solenne riaprimento dell'Accademia - Milano - 1861
- La pena di morte / per A. Vera - Parigi Napoli - 1863
- Prolusioni alla storia della filosofia e alla filosofia della storia / Parigi Napoli - 1863
- Ricerche sulla scienza speculativa e sperimentale a proposito delle dottrine del Calderwood e del prof. Ferrier e - Parigi Napoli - 1864
- Introduzione alla filosofia della storia : lezioni / Firenze - 1869
- Il Cavour e libera Chiesa in libero Stato / Napoli - 1871
- Problema dell'assoluto / per Augusto Vera - Napoli - 1872
- Platone e l'immortalita dell'anima / Napoli - 1881
- Saggi filosofici / per A. Vera - Napoli - 1883

#### Œuvres en anglais
- An inquiry into speculative and experimental science, with special reference to mr. Calderwood  - London - 1856

#### Œuvres sur Véra
- Jules Barbey d'Aurevilly, Compte-rendu des œuvres de Véra sur Hegel (1860)
- (de) Karl Rosenkranz, Hegels Naturphilosophie und ihre Bearbeitung durch den italienischen Philosophen A. Vera, Berlin, Nicolai, 1868.
- (en) « Augusto Vera », dans Encyclopædia Britannica [détail de l’édition], 1911 (lire sur Wikisource).